# Francisco Gil Hellín
Francisco Gil Hellín (La Ñora, Murcia; 2 de julio de 1940) es un obispo español que fue vicesecretario y secretario del Pontificio Consejo para la Familia de la Santa Sede entre 1985 y 2002 y arzobispo de Burgos entre 2002 y 2015.

## Sacerdocio
Realizó sus estudios primarios en el Colegio de la Merced de los Hermanos Maristas y sus estudios superiores de Filosofía y Teología en el seminario diocesano de Murcia entre los años 1957 y 1964. En 1966 Francisco Gil, se trasladó a Italia donde obtuvo la licenciatura de Teología dogmática en la Pontificia Universidad Gregoriana de Roma en 1968, luego estudió Teología moral en la Pontificia Academia San Alfonso en Roma entre 1969 y 1970. Volvió a España para realizar un doctorado en Teología en la Universidad de Navarra, que terminó en 1975.
También fue vicedirector del instituto de Totana entre 1964 y 1966.
Ordenado presbítero el 21 de julio de 1973, ejerció como canónigo penitenciario de la catedral de Albacete, hasta el año 1975 que lo fue de la catedral de Valencia y también fue profesor de Teología en la Facultad Teológica San Vicente Ferrer hasta 1985 que se trasladó a Roma tras ser llamado por la Curia Romana para ser el Subsecretario del Pontificio Consejo para las Familias, cargo que desempeñó desde el día 3 de abril de ese año hasta 1996. Durante este periodo fue profesor en el Instituto Juan Pablo II para estudios sobre el matrimonio y la familia y también en la Pontificia Universidad de la Santa Cruz entre 1986 y 1997.
En 1996 el papa Juan Pablo II lo nombró Secretario del Dicasterio de la Curia Romana donde ejerció hasta el año 2002.

## Obispo
Con motivo de su nombramiento como Secretario del Pontificio Consejo para las Familias, Juan Pablo II, lo nombró obispo titular de Lárnaca, recibiendo la consagración episcopal el 1 de junio de ese mismo año, de manos del cardenal Trujillo (presidente del Pontificio Consejo para las Familias), y actuando como co-consagrantes Giovanni Battista Re (secretario para los Asuntos Generales de la Secretaría de Estado de la Santa Sede) y Agustín García-Gasco Vicente (arzobispo de Valencia), donde  sucedió a Paul Edward Waldschmidt.

## Arzobispo
En 2002 regresó a España dejando su cargo en la Curia Romana y la sede titular de Lárnaca, en la que fue sucedido el 29 de mayo por Oscar Aparicio Omar Céspedes. El día 28 de marzo fue nombrado por el papa Juan Pablo II arzobispo de Burgos, sucediendo en el cargo a Santiago Martínez Acebes.
En la Conferencia Episcopal Española (CEE), fue miembro de la Comisión Episcopal para el Clero entre los años 2002 y 2005, y también desde 2002 fue miembro de la Comisión Permanente representación la Archidiócesis de Burgos y miembro de la Comisión Seglar.
El 30 de octubre de 2015 fue sustituido como arzobispo de Burgos por Fidel Herráez Vegas, tras presentar su renuncia al papa al cumplir los setenta y cinco años de edad. El 15 de junio de 2018, el papa lo nombró administrador apostólico de  Ciudad Rodrigo, al aceptar la renuncia de Raúl Berzosa. Ostentó este cargo hasta el 16 de enero de 2019, cuando el papa Francisco nombró nuevo administrador apostólico a Jesús García Burillo, obispo emérito de Ávila